# Niedersächsisches Landesamt für Soziales, Jugend und Familie
Das Niedersächsische Landesamt für Soziales, Jugend und Familie ist eine Landesoberbehörde im Geschäftsbereich des Niedersächsisches Ministeriums für Soziales, Arbeit, Gesundheit und Gleichstellung.
Zum Landesamt gehören etwa 1000 Mitarbeiter.

## Geschichte
Das Landesamt ging im Jahr 2005 aus dem ehemaligen Niedersächsischen Landesamt für Zentrale Soziale Aufgaben – NLZSA –, den Versorgungsämtern und dem Landesjugendamt hervor und wurde um Aufgaben aus den Bereichen „Soziales“ und „Gesundheit“ aus den aufgelösten Bezirksregierungen verstärkt.

## Organisation und Aufgaben
Das Landesamt gliedert sich in sieben Fachgruppen:
- Integrationsamt
- Kinder, Jugend und Familie
- Landesversorgungsamt/Hauptfürsorgestelle/Versorgungsamt
- Schwerbehindertenrecht – Feststellungsverfahren
- Sonstige Leistungen und Aufgaben
- Sozialhilfe/Einrichtungen
- Zentrale Aufgaben

Zudem ist das Landesamt Fachaufsicht und Schulträger nach dem Niedersächsischen Schulgesetz für vier Landesbildungszentren für Hörgeschädigte und das Landesbildungszentrum für Blinde.

## Präsidenten
- 2005–2009: Reinhard Gelhausen
- 2009–2012: Claudia Schröder
- 2012–2014: Malte Spitzer
- 2015–2019: Christian Armborst
- 2019–2022: Norbert Schnipkoweit
- 2023–2024: Maren Brandenburger
- seit 2024: Silke Niepel[1]

## Standorte

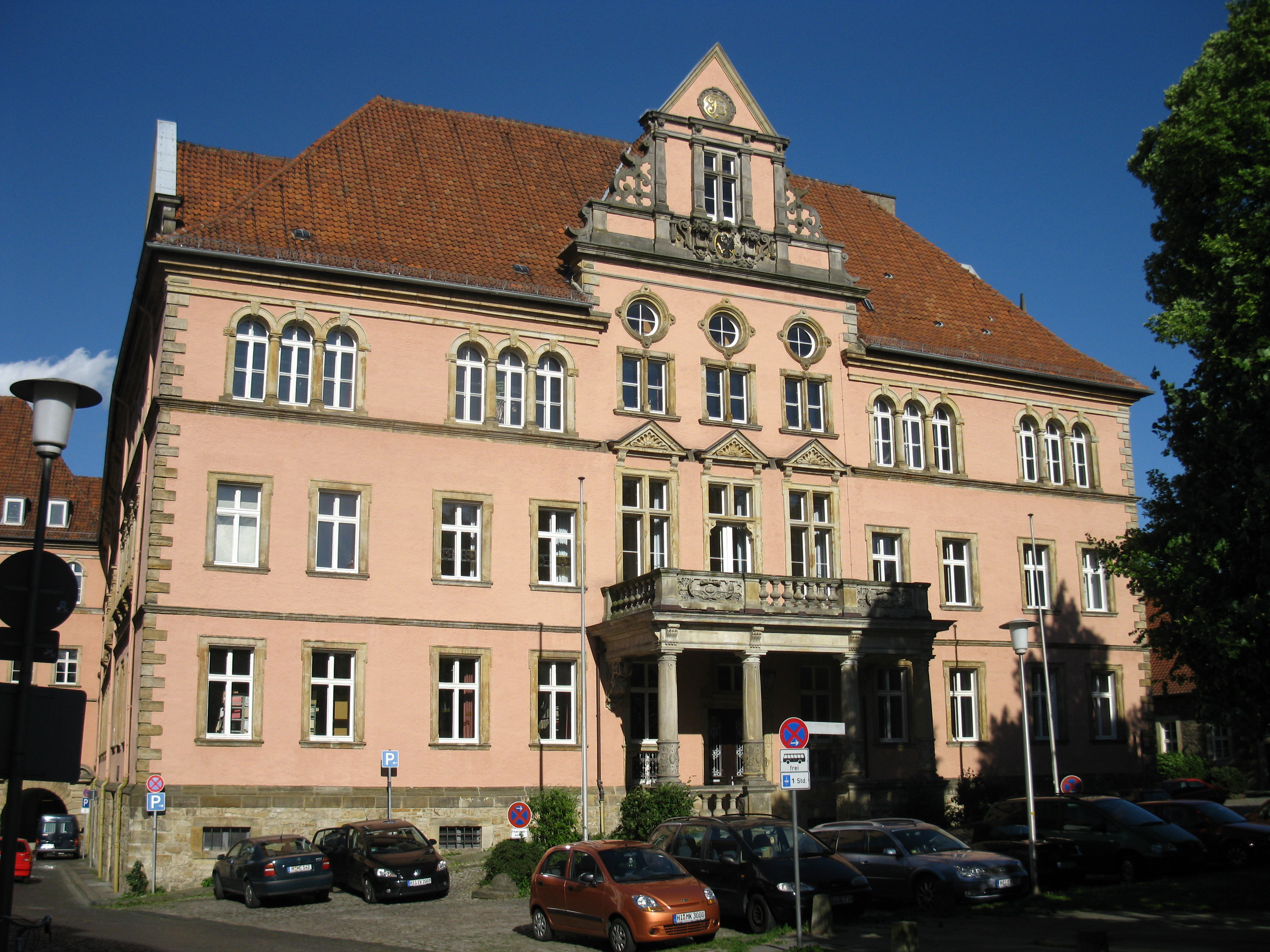
Hauptstelle am Domhof (Hildesheim)

- Braunschweig
- Hannover
- Hildesheim – Hauptstelle
- Lüneburg
- Oldenburg
- Osnabrück
- Verden